# Liste des officiers du comté d'Édesse
Le comté d'Édesse, à l'instar du royaume de Jérusalem, a établi différents offices : le connétable, le maréchal, le sénéchal, le chancelier et le châtelain. Les offices de bailli, de bouteiller ou de chambellan, que l'on trouve dans les autres États croisés, ne sont mentionnés dans aucune source survivante en ce qui concerne le comté d'Édesse, mais cela ne signifie pas qu'ils n'ont jamais existé.
Compte-tenu de l'effondrement précoce du comté d'Édesse en 1144, ces offices sont peu attestés dans les sources. Les listes données ci-dessous ne sont donc pas complètes, et les noms et dates de début ou de fin d'office ne sont pas toujours connus.
Bien que ce ne soit pas un office, à noter à Édesse la présence d'un trésor connu sous le nom de « silhoutarium » d'après l'utilisation byzantine, ou le « divan » selon l'usage arabe. En 1099, le comte Baudouin est accompagné d'un « secrétarius » du nom de Gérard, probablement maître du « silhoutarium » et donc de fait trésorier. De même, lorsqu'il acquit ce comté en 1098, Baudouin est en compagnie d'un aumônier, Foucher de Chartres, qui supervise probablement sa chancellerie et agit donc de facto en tant que chancelier.

## Connétables
Le connétable commande l'armée, paye les mercenaires et juge tout ce qui relève de la justice militaire. Il est l'officier le plus important du comté, du fait de l'état de guerre permanent entre les croisés et leurs voisins musulmans.
- Hervé (1134)
- Roger (1141)

## Maréchaux
Le maréchal est le second du connétable. Il est le commandant des mercenaires et a aussi la responsabilité des chevaux et distribue le butin après les victoires.
- Hubert (1141)

## Sénéchaux
L'office de sénéchal a une importance moindre dans les états latins qu'en Europe. Il administre les châteaux comtaux, ainsi que les finances, et collecte les impôts.
- Guiscard (vers 1140), porte le titre de « dapifer » dans une charte de la seigneurie de Marach

## Chanceliers
Le chancelier consiste principalement à un rôle de secrétaire et de scribe, et ne devient jamais un administrateur de la bureaucratie telle qu'elle se développa en Europe. Les chanceliers furent souvent des religieux séculiers, parfois en restant chancelier. La faible importance du chancelier reflète la décentralisation de l'autorité, contrairement à la France ou l'Angleterre où celle-ci devint plus importante.
- Foucher de Chartres (1098), de facto
- Raoul (1141)

## Châtelains
Le châtelain est responsable de l'administration des murs de la ville et de la citadelle d'Édesse.
- Isembard (1141)